# Mariakapel (Grevenbicht-Papenhoven, Houtstraat)
De Mariakapel is een kapel in Grevenbicht-Papenhoven in de Nederlands Zuid-Limburgse gemeente Sittard-Geleen. De kapel staat op de hoek van de Houtstraat en de Rozenlaan, waar op dezelfde kruising ook de Beneluxlaan uitkomt.
De kapel is gewijd aan Maria.

## Geschiedenis
In 1803 werd de kapel voor het eerst vermeld op de Tranchotkaart.
Tussen 1840 en 1850 werd er een nieuwe kapel gebouwd door een burgemeestersfamilie.
In 1907 werd de kapel gerestaureerd.
Tussen september 1999 en september 2000 werd de kapel door buurtbewoners gerestaureerd.

## Bouwwerk
De kapel staat met zijn achtergevel naar de Houtstraat in een groenstrook. De bepleisterde bakstenen kapel is in neogotische stijl opgetrokken op een rechthoekig plattegrond en wordt gedekt door een verzonken zinken zadeldak. Op de hoeken zijn overhoekse steunberen aangebracht die naar boven toe uitlopen in pinakels. In de beide zijgevels is een spitsboogvenster aangebracht met daarin een kruisvormig raam. De achtergevel en de frontgevel zijn een topgevel, waarbij de daklijst van de frontgevel van hogels is voorzien en bekroond wordt door een kruisbloem. In de frontgevel bevindt zich de toegang met golvende boog die wordt afgesloten met een smeedijzeren hek dat in het midden een cirkel heeft en erboven een kruis. Boven de toegang is in blauwe letters de tekst AVE MARIA te lezen met erboven een versiering van twee ranken die in een bloemmotief samen komen. De gevels van de kapel zijn wit geschilderd, waarbij de sierlijke elementen en de steunberen grijs van kleur zijn.
Van binnen is de kapel wit geschilderd. Op de achterwand is een console bevestigd waarop het Mariabeeldje van Onze-Lieve-Vrouw van Lourdes geplaatst is. Het beeldje toont een biddende Maria met haar handen gevouwen.